# Clarkia rhomboidea
Clarkia rhomboidea là một loài thực vật có hoa trong họ Anh thảo chiều. Loài này được Douglas ex Hook. mô tả khoa học đầu tiên năm 1832.

## Hình ảnh

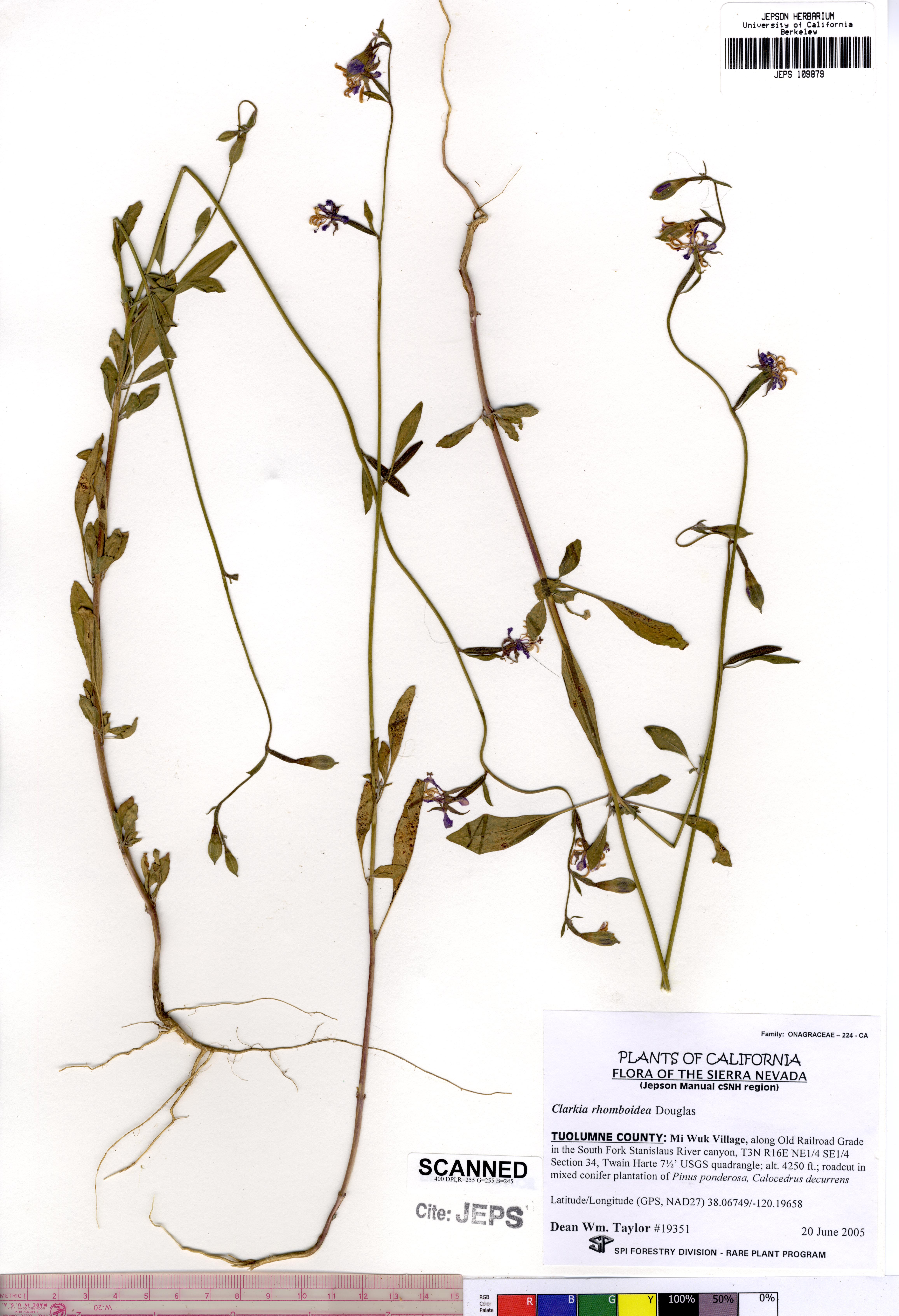
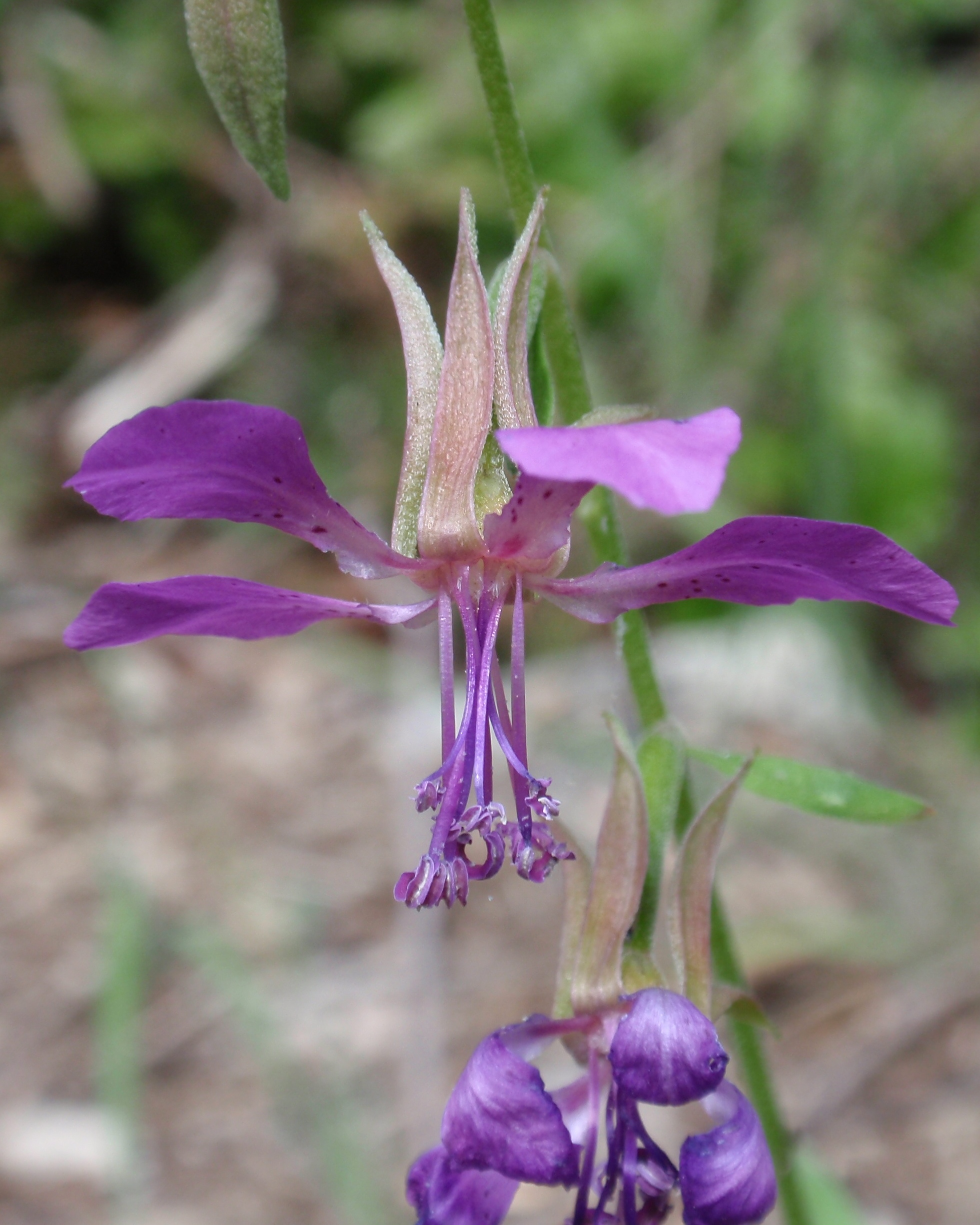